# Jan Eric Almquist
Jan Eric Georg Ludvig Almquist, född 16 oktober 1894 i Uppsala, död 18 november 1976, var en svensk rättshistoriker.

## Biografi
Jan Eric Almquist var son till arkivrådet Johan Axel Almquist och Gerda Dillner. Efter att ha blivit filosofie kandidat 1915 och juris kandidat 1919 blev Almquist juris licentiat 1923 och docent i rättshistoria samma år vid Uppsala universitet på en avhandling om processrätt vid ägotvist. Året därefter blev han formellt juris doktor där. 1924-26 undervisade han enligt kunglig förordning i processrätt, 1927-28 i rättshistoria, 1929-32 i privaträtt, och 1933-36 åter i rättshistoria vid Uppsala universitet. Sistnämnda år utnämndes han till professor i romersk rätt och rättshistoria vid Lunds universitet, och två år senare vid Stockholms högskola, under vilken befattning han också blev prefekt för Rättsgenetiska institutet i Djursholm som grundades samma år som han tillträdde.
Almquists författarskap inbegriper en mängd verk i den svenska rättshistorien, bland annat böcker om ärftlig jordbesittningsrätt före 1700, redogörelser för äldre kommentarer till landslagen och domarregler under densamma tiden, om tidelag, samt juridiska aspekter på herrgårdar under Vasatiden. 1924 utgav han Erik Larsson Sparres (1550-1600) Pro lege, rege et grege, samt rättegångsinlagor i tvisten rörande fru Görvel Abrahamsdotter Gyllenstiernas arv (27:1) vid Kungliga Samfundet för utgivande av handskrifter rörande Skandinaviens historia, där han blev ledamot 1926. På äldre dagar forskade han även i medeltida genealogi, bland annat om Schack av Skylvalla och Rålamb.

## Tryckta skrifter
För komplett förteckning, se "Förteckning över professor Jan Eric Almquists tryckta skrifter 1917-1962." Svensk juristtidning 47 (1962), s. 642-652.
- Lagsagor och domsagor i Sverige. Med särskild hänsyn till den judiciella indelningen. (1954-1955)